# میلا ۳۲۳۱
سیارک ۳۲۳۱ (به انگلیسی: 3231 Mila، نامگذاری:1972RU2) سه هزار و دویست و سی و یکمین سیارک کشف شده‌است که در ۴ سپتامبر ۱۹۷۲ کشف شد.
قدر مطلق سیارک برابر ۱۳٫۱۰ است.